# Родео-драйв
Родео-драйв (англ. Rodeo Drive) — вулиця довжиною в дві милі в місті Беверлі-Хіллз, штат Каліфорнія, США. Північна кінцева точка вулиці перетинається з бульваром Сансет, а південна — з Беверуіл-драйв в місті Лос-Анджелесі. Назва, як правило, найчастіше використовується метонімічно при згадці ділянки вулиці довжиною в три квартали на північ від бульвару Вілшир і південь від бульвару Маленька Санта-Моніка, відомого своїми магазинами, що торгують предметами розкоші. Більший діловий район, навколишній Родео-драйв і відомий як «Золотий трикутник» (англ. Golden Triangle), який простягається від бульвару Вілшир до бульвару Санта-Моніка — це торговий район і до того ж основна визначна пам'ятка.

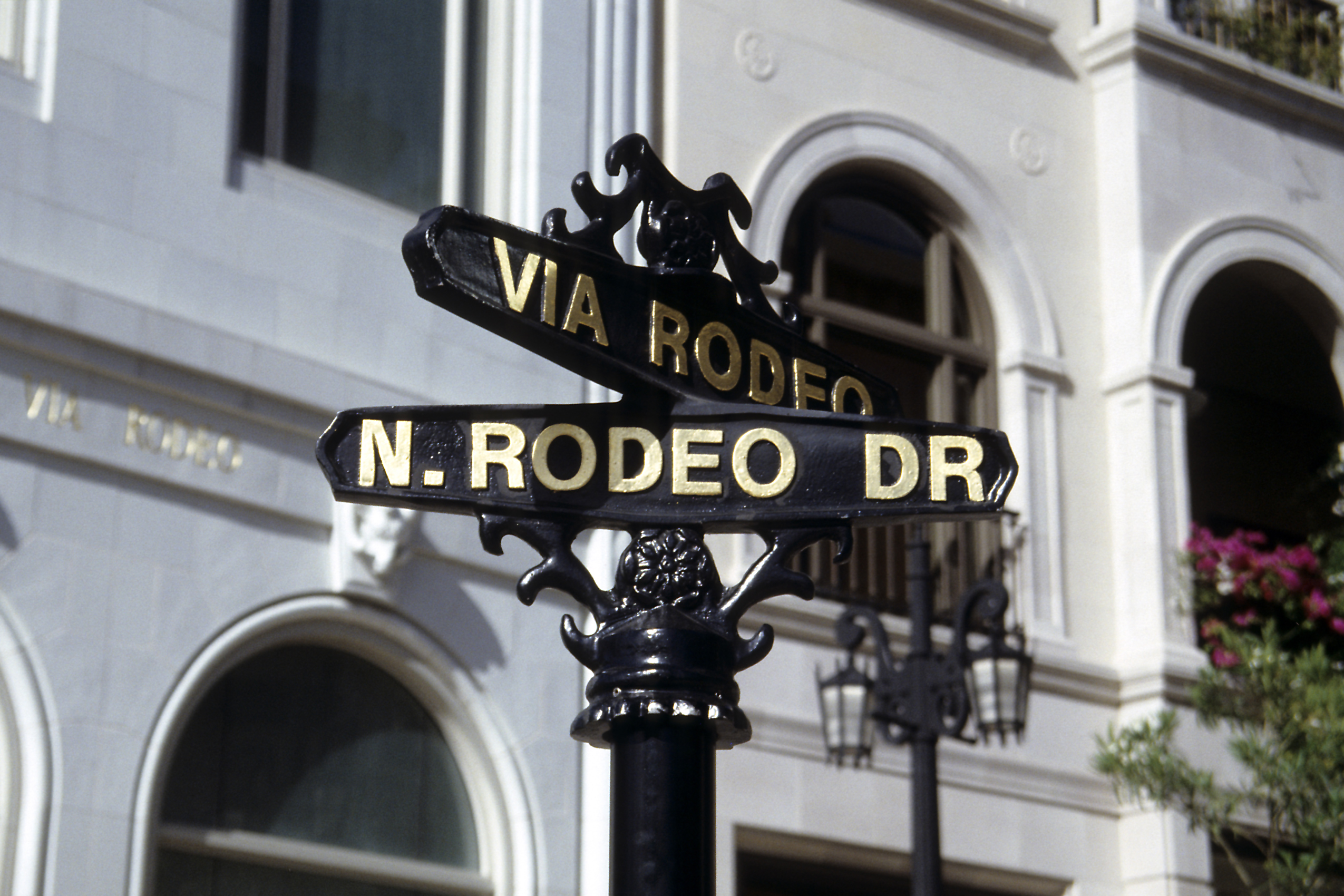
Дорожній знак на Родео-драйв

## Цікаві факти

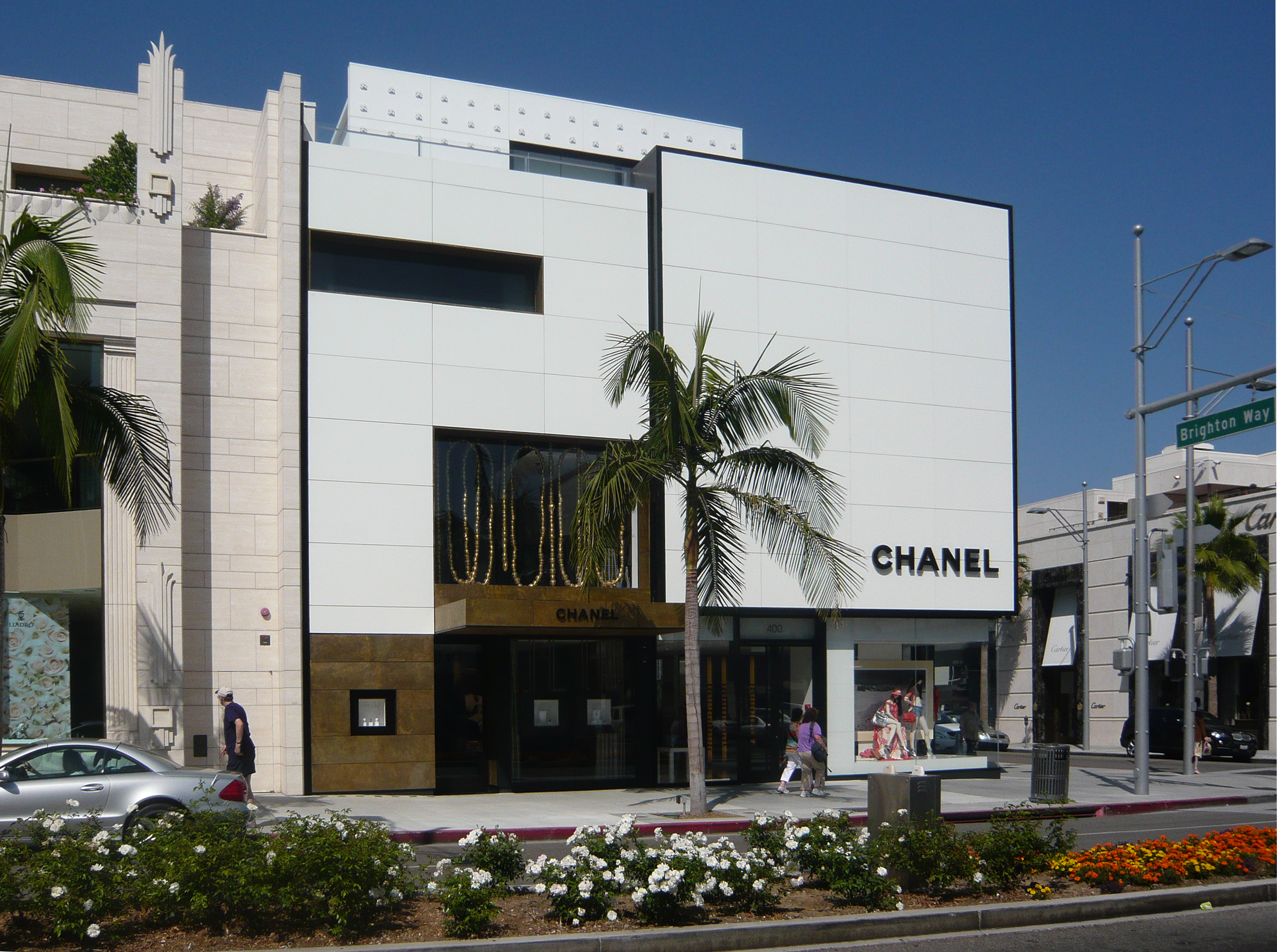
Chanel Родео-драйв

- Хоча Родео-драйв є досить протяжної вулицею, найбільш відомий невеликий її відрізок, між бульваром Вілшир і бульваром Санта-Моніка, на якому знаходиться безліч магазинів і бутиків, таких як Giorgio Armani, BVLGARI, Burberry, Gucci, Chanel, Christian Dior, Dolce & Gabbana, Hermès, Lacoste, Louis Vuitton, Prada, Tiffany & Co., Valentino, Versace і Yves Saint Laurent.
- «Родео Драйв» — клініка пластичної хірургії на цій вулиці, розрахована на заможних клієнтів.

## Бутіки на Родео-драйв
| - Vilebrequin, 2 - Fendi, 201 - Stephen Webster, 202 - Serapian, 204 - Tiffany, 210 - Vertu, 214 - Westime, 216 - Brunello Cucinelli, 220 - Richard Mille, 222 - CH Carolina Herrera, 230 - Lladró, 234 - Porsche Design, 236 - Jimmy Choo, 240 - Agent Provocateur, 242 - Versace, 248 - Philipp Plein, 250 - Audemars Piguet, 254 - Persol, 256 - Lanvin, 260 - Canali, 261 - Ritmo Mundo, 262 - Stefano Ricci, 270 - Breguet, 280 - Louis Vuitton, 295 | - Van Cleef & Arpels, 300 - Burberry, 301 - Yoli B, 308 - Dior, 309, 315 - Harry Winston, 310 - Rimowa, 313 - Dolce&Gabbana, 314 - Celine, 319 - Bottega Veneta, 320 - Piaget, 323 - Valentino, 324 - Coach, 327 - Moncler, 328 - IWC Schaffhausen, 329 - Battaglia , 332 - Tod's, 333 - Ermenegildo Zegna, 337 - Bally, 340 - Prada, 343 - Tom Ford, 346 - Gucci, 347 - Balenciaga, 353 - Salvatore Ferragamo, 357 - Michael Kors, 360 - Gearys, 360 - Roberto Cavalli, 362 - Vacheron Constantin, 365 - Tory Burch, 366 - Cartier, 370 - David Yurman, 371 | - Chanel, 400 - Bulgari, 401 - Guess, 411 - G-Star, 413 - Hugo Boss, 414 - Bijan, 420 - Vera Wang, 428 - Tumi, 430 - La Perla, 433 - Hermès, 434 - Giorgio Armani, 436 - Stuart Weitzman, 437 - Herve Leger, 439 - BCBG, 443 - Ralph Lauren, 444 - Lacoste, 447 - MaxMara, 451 - Brioni, 459 - Dsquared2, 461 - Zadig & Voltaire, 465 - Brooks Brothers, 468 - Saint Lauren, 469 - Charlotte Olympia, 474 |